# La Hermida
La Hermida es una localidad del municipio español de Peñarrubia. Éste se ubica en la comarca natural del Saja-Nansa, en la Comunidad autónoma de Cantabria. Se encuentra en el desfiladero homónimo a una altitud de 114 metros. 

## Datos de interés
- Coordenadas:

1. Sistema sexagesimal - longitud: 4°36′47″ O; latitud: 43°15′15″ N (Fuente: Google Earth).
2. Sistema decimal - longitud: - 4.6132° latitud: 43.2542° (Fuente: Map sources/GeoHack (enlace roto disponible en Internet Archive; véase el historial, la primera versión y la última).).

- Gentilicio: Hermidenses. (No obstante, suelen utilizar el gentilicio del municipio: “peñarruscos”).
- Carretera: N-621 (Fuente: Mapa oficial de carreteras del Gobierno de Cantabria).
- El número de habitantes censados en el año 2008 es 94, de los cuales 44 son hombres y 50 mujeres (Fuente: INE).

## Entorno natural

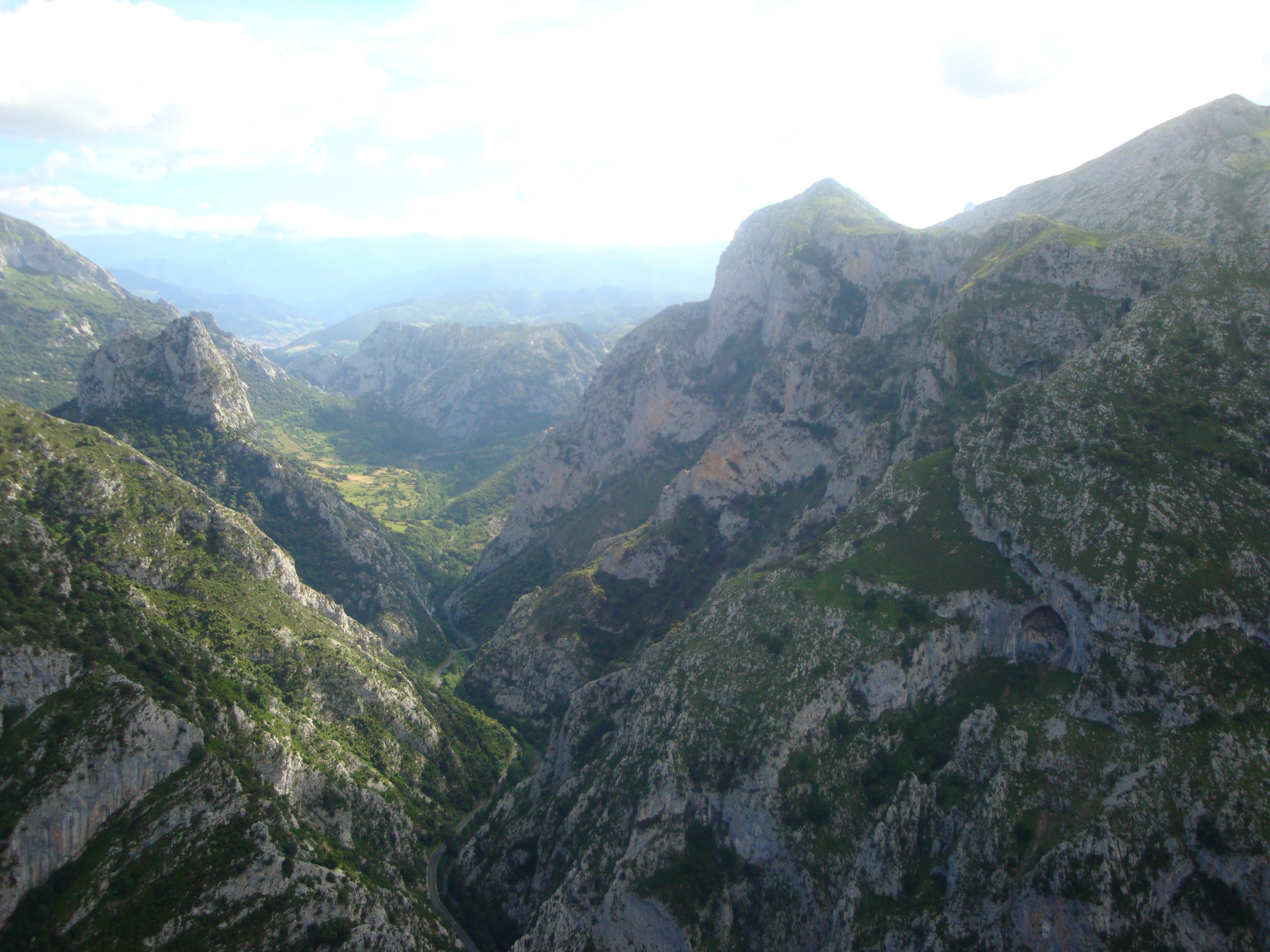
Desfiladero de La Hermida.

La Hermida está a las orillas del río Deva, que lo atraviesa, formando el desfiladero de La Hermida, elemento geográfico más destacado del municipio. Está declarado Lugar de Importancia Comunitaria (LIC). Este desfiladero está considerado zona de especial protección para las aves (ZEPA). Por la carretera que recorre el desfiladero, se entra en Liébana desde Asturias. Desde La Hermida parte además otra carretera, la que se dirige hacia el valle del Nansa. Esa fue la vía tradicional de acceso a la comarca de Liébana hasta la apertura de la carretera del desfiladero en el siglo XIX. Domina su orografía la montaña llamada Cuetu del Ave (828 m).

## Clima
En Primaveras los climas son suaves, en veranos cálidos, y en otoños suaves e inviernos húmedos. Durante varios meses en invierno no recibe directamente los rayos del sol.

## Economía
Las gentes de La Hermida se dedican principalmente a la hostelería (aprovechando la proximidad a Potes y la presencia del Balneario). No obstante, una gran parte de la población la conforma jubilados. Existen varios establecimientos de turismo rural y restaurantes.

## Gastronomía y productos elaborados en las casas
- Boronos: sangre de cerdo, pan, cebolla, harina, grasa, perejil y sal.
- Morcillas: pan, harina, sangre de cerdo, cebolla, sal, perejil y grasa.
- Chorizo: picadillo de cerdo, tocino, ajo, orégano, sal, pimentón y tripa de cerdo.
- Cocido lebaniego

## Historia
En la Edad Media Peñarrubia pertenecía a la Merindad de las Asturias de Santillana. Los señores de La Hermida fueron una importante familia de gran influencia en el valle durante la Edad Moderna. A esta familia pertenecieron tres torres defensivas que pueden verse en Linares, siendo la torre del Pontón o de Linares Bien de Interés Cultural. En el siglo XIX se construyó la carretera del desfiladero, lo que determinó el abandono de las vías tradicionales de acceso a Liébana, que era por el Colláu Joz. Esto determinó la decadencia de Linares y el auge de La Hermida. Dentro de las leyendas de esta localidad cabe mencionar la de la «osa de Ándara». Actualmente La Hermida es lugar dedicado al turismo, como paso entre la costa y Liébana, en particular el deportivo: senderismo, montañismo, escalada o pesca, encontrándose en La Hermida siete cotos salmoneros del río Deva: El Arenal, El Infierno, El Matadero, Estragüeña, La Vide, Las Lágrimas y Peña Redonda. El Mirador del Salmón, a un kilómetro del pueblo, permite contemplar el Desfiladero de la Hermida y el río Deva.

## Monumentos
- Ermita de San Pelayo, en ruinas, ubicada sobre un alto, y que data del siglo XIII.
- Iglesia parroquial, construida en los años 1970 y que alberga una Dolorosa policromada del siglo XIX. Es de un estilo modernista y se levanta sobre una anterior.
- Fuente de aguas termales a 62 grados centígrados, explotadas desde mediados del siglo XIX, alzándose un hotel en 1881. Estuvo abandonado durante décadas y sólo en el año 2006 se ha procedido a su reconstrucción y reapertura.
- Capilla, dedicada a Nuestra Señora de los Ángeles, localizada en la finca del balneario.

## Flora y fauna
Avellanos, castaños, fresnos, nogales, robles, hayas, abedules, encinas, cerezos, chopos,... Zorros, tejones, truchas, salmones, jabalíes, búhos,...

## Fiestas
- 26 de junio: Fiesta de San Pelayo.
- 26 de julio: San Joaquín y Santa Ana.
- 11 de octubre: Fiesta que se celebra con una feria de ganado.

## Demografía
| 2000 | 2001 | 2002 | 2003 | 2004 | 2005 | 2006 | 2007 | 2008 | 2009 |
| ---- | ---- | ---- | ---- | ---- | ---- | ---- | ---- | ---- | ---- |
| 78   | 77   | 88   | 92   | 100  | 96   | 94   | 96   | 94   | 95   |

Fuente: INE

## Personajes ilustres
- Ciriaco Pérez Bustamante (1896 – 1975). Catedrático de Historia General de España en diversas universidades, fue nombrado académico numerario de la Real Academia Española de Historia. Publicó numerosas obras.
- Marcelo Arroita-Jáuregui (1922 – 1992). Crítico, actor de cine y escritor.